# Стивенс, Нэнси
Нэ́нси Джейн Сти́венс (англ. Nancy Jane Stephens; род. 2 июля 1949, Раск, Техас) — американская актриса и кинопродюсер.

## Биография
Нэнси Джейн Стивенс родилась 2 июля 1949 года в штате Техас (США). В 1964—2004 года Нэнси сыграла в 39 фильмах и телесериалах, она наиболее известна по роли Мэрион Чэмберс-Уиттингтон в фильмах «Хэллоуин» (1978), «Хэллоуин 2» (1981), «Хэллоуин: 20 лет спустя» (1998) и «Хэллоуин убивает» (2021).
В 2004—2013 года Стивенс спродюсировала 4 фильма.
С 23 мая 1981 года Нэнси замужем за режиссёром Риком Розенталем (родился в 1949). У супругов есть трое детей.

## Фильмография
| Год  |   | Русское название        | Оригинальное название         | Роль                      |
| ---- | - | ----------------------- | ----------------------------- | ------------------------- |
| 1976 | с | Все в семье             | All in the Family             | Анита                     |
| 1976 | с | Ангелы Чарли            | Charlie's Angels              | Брук Андерсон             |
| 1978 | ф | Хэллоуин                | Halloween                     | Мэрион Чэмберс            |
| 1981 | ф | Хэллоуин 2              | Halloween II                  | Мэрион Чэмберс            |
| 1981 | ф | Побег из Нью-Йорка      | Escape from New York          | стюардесса                |
| 1987 | ф | Русские                 | Russkies                      | медсестра                 |
| 1994 | ф | Могучие утята 2         | D2: The Mighty Ducks          | репортёр                  |
| 1994 | с | Беверли-Хиллз, 90210    | Beverly Hills, 90210          | Хелен                     |
| 1998 | ф | Хэллоуин: 20 лет спустя | Halloween H20: 20 Years Later | Мэрион Чэмберс-Уиттингтон |
| 2004 | с | Юристы Бостона          | Boston Legal                  | судья Уилкокс             |
| 2021 | ф | Хэллоуин убивает        | Halloween Kills               | Мэрион Чэмберс            |